# Confederation of European Security Services
Die Confederation of European Security Services, abgekürzt CoESS, ist der europäische Dachverband des privaten Sicherheitsgewerbes. 
Der Verband wurde auf einer Tagung am 26. Oktober 1989 in Rom von damals sechs nationalen Verbänden gegründet, darunter der Bundesverband Deutscher Wach- und Sicherheitsunternehmen. Gründungspräsident war Enrique Duval aus Spanien. Heute gehören CoESS 21 nationale Verbände aus EU-Staaten sowie die Dachverbände der Schweiz und der Türkei als Vollmitglieder und 5 Verbände (Bosnien und Herzegowina, Kroatien, Mazedonien, Norwegen, Serbien) als assoziierte Mitglieder an.
Das europäische Sicherheitsgewerbe beschäftigt (2009) in über 30.000 Unternehmen 1,7 Millionen Beschäftigte und erzielt einen Umsatz von 15 Milliarden Euro.
Wesentliche Aufgabe des CoESS ist der sogenannte Soziale Dialog mit der Europäischen Union. Der Soziale Dialog ist ein Instrument der Politikberatung der EU vor dem Erlass neuer Richtlinien oder Verordnungen der Europäischen Kommission, in dem die betroffenen Wirtschaftskreise angehört werden.
Wesentliche Sachgegenstände waren und sind Arbeitsbilder, Berufsprofile, Ausbildungsfragen und Vergaberichtlinien für Sicherheitsdienstleistungen, soweit die EU Vorgaben entwickelt. So entwickelte CoESS 1999 zusammen mit UNI-Europa, dem europäischen Spitzenverband der Gewerkschaften, eine gemeinsame Stellungnahme zu Vergaberecht. Vorbereitet wurde die Stellungnahme durch eine ein Jahr vorher in Auftrag gegebene europaweite Studie über Vergabepraktiken. 
Der Verband unterhält Arbeitsgruppen zu den Themen Bewachung, Werttransport, Elektronische Überwachung, Flughafensicherheit, Sozialer Dialog, Kohäsion, Maritime Sicherheit und Kritische Infrastruktur.

## Quelle
- CoESS feiert in Rom ihr 20jähriges Jubiläum, in Der Sicherheitsdienst 61. Jahrgang, Ausgabe 3/2009, Rubrik BDWS-Info, Seite 21 ff.